# Qiuzhuang Shuiku
Qiuzhuang Shuiku är en reservoar i Kina. Den ligger i provinsen Hebei, i den norra delen av landet, omkring 150 kilometer öster om huvudstaden Peking. Qiuzhuang Shuiku ligger 60 meter över havet. Arean är 4,8 kvadratkilometer. Trakten runt Qiuzhuang Shuiku består till största delen av jordbruksmark. Den sträcker sig 2,8 kilometer i nord-sydlig riktning, och 7,5 kilometer i öst-västlig riktning.
Genomsnittlig årsnederbörd är 846 millimeter. Den regnigaste månaden är augusti, med i genomsnitt 199 mm nederbörd, och den torraste är januari, med 2 mm nederbörd.